# Puerto Lumbreras
Puerto Lumbreras ist eine südspanische Stadt und eine aus dem Hauptort, einer Kleinstadt (Esparragal), einem Dorf (Puerto Adentro), einem Weiler (Cabezo de la Jara) und einigen Einzelgehöften (fincas) bestehende Gemeinde (municipio) mit 17.822 Einwohnern (Stand: 2024) in der autonomen Gemeinschaft Murcia. Bis zum Jahr 1958 gehörte Puerto Lumbreras zur ca. 20 km nordöstlich gelegenen Gemeinde Lorca.

## Lage
Die Stadt Puerto Lumbreras liegt im Tal der meist ausgetrockneten Rambla de Nogalte gut 95 km (Fahrtstrecke) südwestlich der Stadt Murcia in einer Höhe von ca. 455 m; die höchste Erhebung im Gemeindegebiet liegt bei ca. 1250 m. Das Klima im Winter ist gemäßigt, im Sommer dagegen warm bis heiß; die geringen Niederschlagsmengen (ca. 330 mm/Jahr) fallen – mit Ausnahme der nahezu regenlosen Sommermonate – verteilt übers ganze Jahr.

## Bevölkerungsentwicklung
| Jahr      | 1857 | 1900 | 1960  | 2000   | 2017   |
| Einwohner | --   | --   | 7.080 | 10.859 | 15.020 |

Die kontinuierliche Bevölkerungsanstieg in den letzten Jahrzehnten ist im Wesentlichen auf die immer noch anhaltende Zuwanderung aus dem ländlichen Umland sowie aus Marokko zurückzuführen.

## Wirtschaft
Die Region um Puerto Lumbreras war jahrhundertelang agrarisch orientiert, wobei neben dem Anbau von zahlreichen Mandel- und Olivenbäume heute vor allem Gewächshauskulturen für Gemüse und Blumen von Bedeutung sind. Im Ort selbst haben sich Kleinhändler, Handwerker und Dienstleistungsbetriebe aller Art angesiedelt.

## Geschichte
Prähistorische, iberische, römische und westgotische Funde sind spärlich. In den Jahren 711–756 gehörte die Gegend um Lorca zum weitgehend unabhängigen Reich Todmir, welches erst im Jahr 756 in Al-Andalus aufging. Im Rahmen der christlichen Rückeroberung (reconquista) stießen die Kastilier unter Alfons IX. (reg. 1188–1230) nach Murcia vor und eroberten dabei im Jahr 1224 auch Lorca. Ob ein Vorläufer des heutigen Ortes Puerto Lumbreras damals schon existierte, ist nicht bekannt. Das seit dem Ende des Kalifats von Córdoba (1031) quasi unabhängige Taifa-Königreich Murcia wurde danach in ein christliches Königreich umgewandelt, welches jedoch eng mit der Krone von Kastilien verflochten war, doch kam es in den Jahren 1296 bis 1304 vorübergehend unter aragonesische Herrschaft. Nach der von Philipp III. (reg. 1598–1621) und seinem Ersten Minister, dem Herzog von Lerma, befohlenen Vertreibung der letzten Mauren (moriscos) zu Beginn des 17. Jahrhunderts ging die Einwohnerzahl der Region deutlich zurück.

## Sehenswürdigkeiten

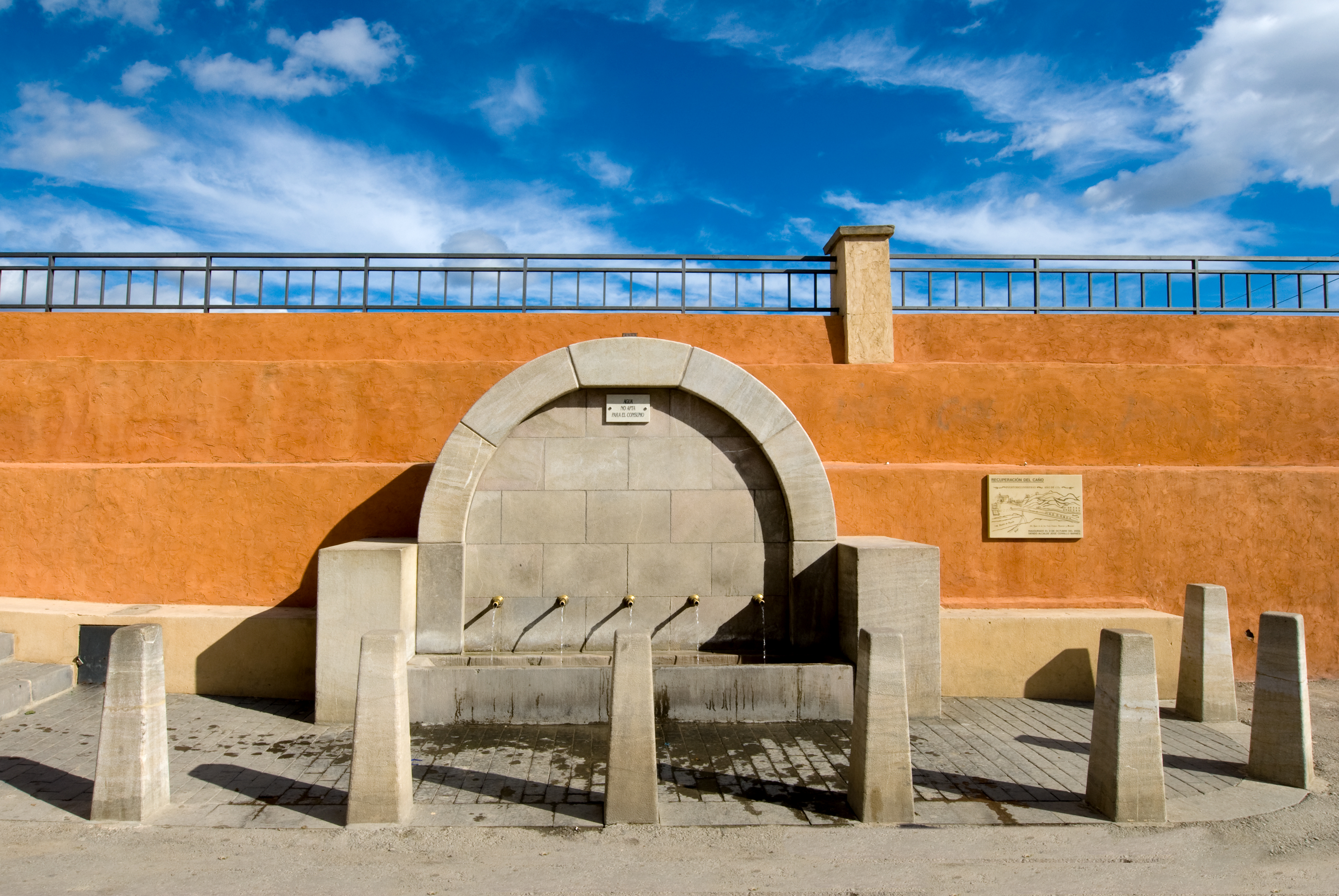
Fuente de los Caños

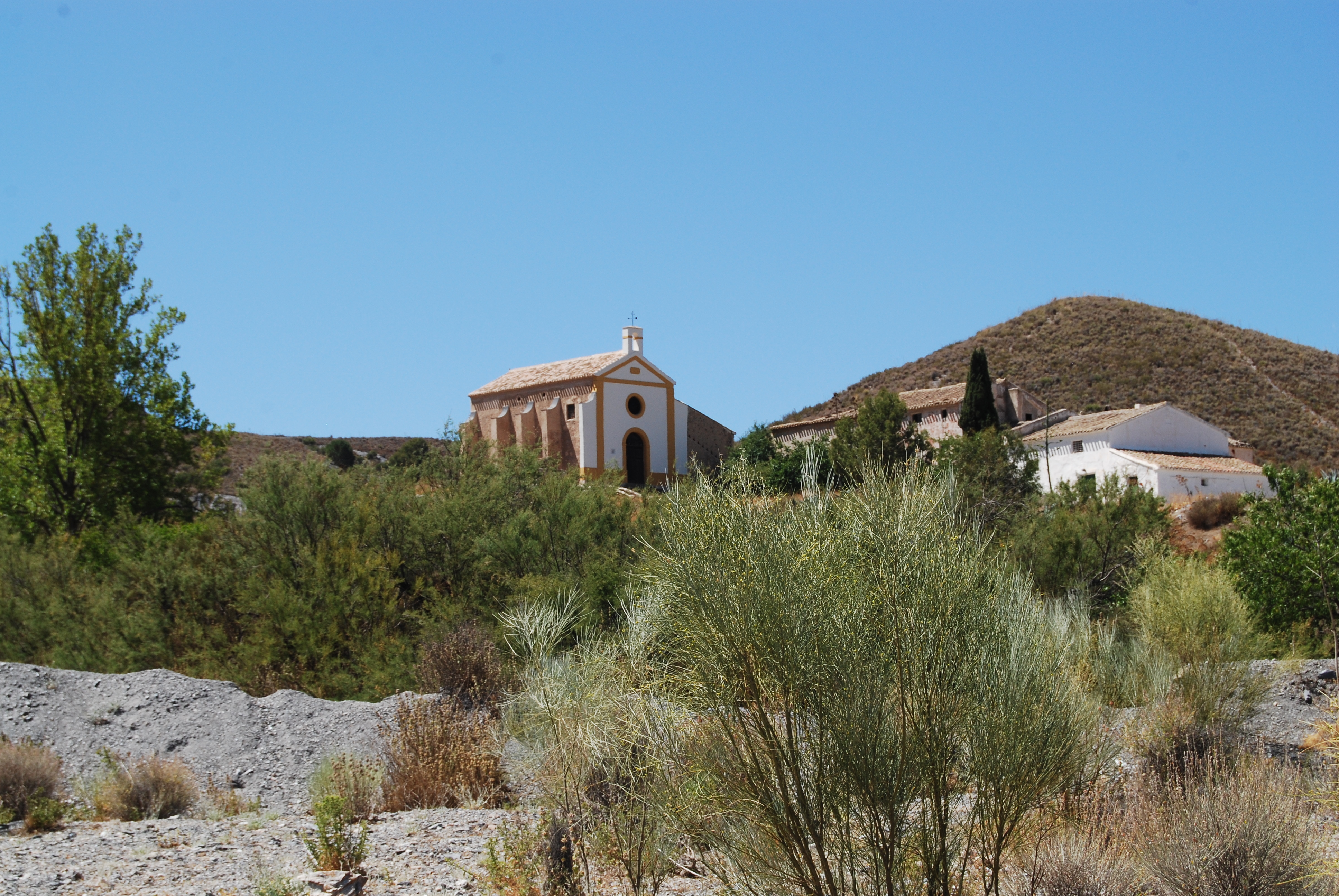
Ermita de los Manchones

- Das Castillo de Nogalte stammt in seinen Ursprüngen wohl noch aus der islamischen Zeit. Im 13. und 14. Jahrhundert wurde es von den Christen ausgebaut und diente als Bollwerk gegen das angrenzende Emirat von Granada. Mit dessen Eroberung im Jahr 1492 verlor es seine strategische Bedeutung und verfiel. Gegen Ende des 20. Jahrhunderts wurde es restauriert.[6]
- In den Burgberg sind einige Höhlenwohnungen (casas cueva) hineingetrieben worden, in denen wahrscheinlich die ersten Bewohner des Ortes lebten. Bemerkenswert sind die Kamine der jeweiligen Küchen.
- Mit dem Bau der Iglesia de Nuestra Señora del Rosario wurde im Jahr 1724 begonnen, doch wurde die Kirche erst im Jahr 1820 fertiggestellt. Auch danach erfolgten noch etliche bauliche Veränderungen. Das Kirchenschiff (nave) verfügt über Seitenkapellen und ist stichkappengewölbt.[7]
- Die Brunnenanlage der Fuente de los Caños wird im 18. Jahrhundert erstmals erwähnt. Sie wurde gespeist vom unterirdischen Wasserlauf der Rambla de Nogalte, der jedoch bei einem katastrophalen Hochwasser des Jahres 1973 zerstört wurde. Heute ist die Anlage an die städtische Wasserversorgung angeschlossen.

Umgebung
- Die Ermita de los Manchones ist ein Bau des 18. und/oder 19. Jahrhunderts und gehörte wohl ehemals zur benachbarten Finca.
- Die Molino de Béjar war bis ins frühe 20. Jahrhundert in Betrieb.
- Beim ca. 1250 m hoch gelegenen Weiler Cabezo de la Jara steht ein kleines Observatorium.